# Ana Rosa Quintana Hortal
Ana Rosa Quintana Hortal (Madrid, 12 januari 1956, beter bekend onder alleen haar voornaam Ana Rosa) is een Spaans journaliste, televisiepresentator en ondernemer in de mediasector. 

## Carrière
De loopbaan van Ana Rosa Quintana is in 1978 begonnen bij RNE, na een studie journalistiek aan de Complutense Universiteit van Madrid. In 1982 presenteert ze voor korte tijd het late avondjournaal op TVE, tot ze het jaar daarop met haar toenmalige echtgenoot Alfonso Rojo naar New York verhuist. Daar studeert ze Engels, en werkt ze als correspondent voor de radiozender COPE en het tijdschrift Tiempo de Hoy. Als ze in 1987 scheidt van Alfonso Rojo komt ze terug naar Spanje, waar ze weer werkzaam is voor RNE, en de redactie van nieuwsbulletins van verschillende muziekzenders op zich neemt.
In 1994 keert ze terug op televisie, eerst bij Telecinco en vanaf 1997 bij Antena 3. Bij deze laatste zender heeft ze grote successen met programma's als de talkshow Sinceramente Ana Rosa Quintana en Sabor a tí, dat aanvankelijk enkel ontwikkeld was voor de zomer 1998, maar uiteindelijk zes seizoen zou draaien op de zender, waarmee Quintana uitgroeit tot een van de belangrijkste gezichten van de zender en van de televisie in Spanje in het algemeen. 
In 2000 schrijft ze een boek over de mishandelde vrouwen die ze in haar programma's heeft ontvangen, maar als later blijkt dat delen van dat boek letterlijk zijn overschreven uit andere boeken, onder andere van Danielle Steel, wordt het door de uitgever Editorial Planeta weer van de markt gehaald.
In 2001 richt ze samen met haar broer haar eigen productiebedrijf op, en gaat ze zelf haar eigen programma Sabor a tí produceren. Ook in dat jaar presenteert ze haar eigen maandblad: AR. La revista de Ana Rosa. 
Het programma Sabor a tì wordt door Antena 3 beëindigd in 2004 door teruglopende kijkcijfers. Ze maakt de overstap terug naar Telecinco, waar ze in de ochtenduren El programa de Ana Rosa gaat presenteren, een magazineprogramma dat reportages afwisselt met interviews, discussies tussen meerdere gasten en andere formaten, die allen geen onderling verband hebben. Het programma behandelt vaak maatschappelijk relevante onderwerpen, maar er worden ook nieuwtjes over bekende Spanjaarden en andere lichtere thema's behandeld. Al snel is El programa de Ana Rosa het best bekeken programma in de ochtenduren en dit is sindsdien zo gebleven. Het wordt uitgezonden van 8:55 tot 13:30, van maandag tot vrijdag. Ze vervangt in de ochtenduren het programma van Teresa Campos, die de overstap in andere richting maakt en voor Antena 3 gaat werken. Er ontstaat een blijvende rivaliteit tussen de twee presentatrices die beiden reina de la mañana, "koningin van de morgen", worden genoemd. Deze rivaliteit wordt bij momenten breed uitgemeten in de Spaanse pers. 
In 2006 wint Quintana de Micrófono de Oro ("Gouden microfoon"), een belangrijke mediaprijs uitgereikt door de Spaanse federatie van radio en televisieverenigingen, in de categorie televisie. Deze prijs wint ze in 2011 opnieuw. In dat jaar wint zo ook een van de meest prestigieuze Spaanse radio- en televisieprijzen, een Premio Ondas, in de categorie televisiepresentatrice.